# ジョゼフ・S・パルヴァー

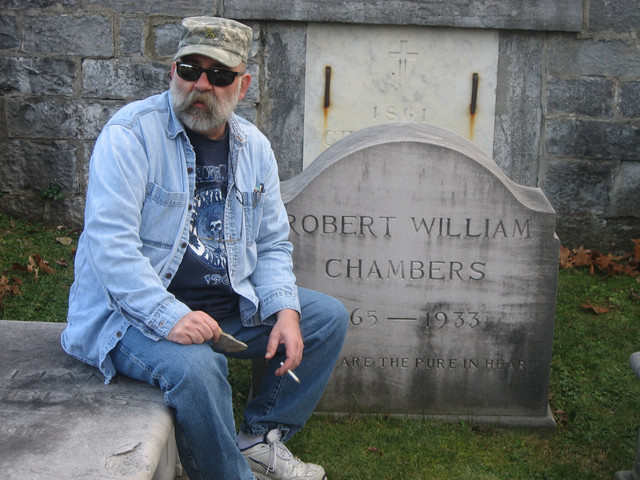
ジョゼフ・S・パルヴァー

ジョゼフ・S・パルヴァー（Joseph S. Pulver Sr., 1955年7月5日 - 2020年4月24日） は、アメリカ合衆国のホラー作家・編集者。
ホラー小説や詩を手掛けた。
ニューヨーク州スケネクタディ郡生まれ。晩年はドイツに住んでいた。

## クトゥルフ神話
クトゥルフ神話を手掛けているが、作品が邦訳されておらず、日本では事典類などを介して、断片的に設定だけ知られている。パルヴァ―が創造した神を下記に列挙する。
- 旧神：オスカルト、エィロワ、アダイドゥ、アリトライ=ティイ、ゼヒレーテ、ほか
- クトゥルフの一族：カソグサ、ヌクトーサとヌクトルー、ドヌムル
- ウトゥルス＝フルエフル
- ミイヴルスとヴンヴロト